# Nascus
Nascus este un gen de fluturi din familia Hesperiidae. 